# Fenómeno de Tullio
El fenómeno de Tullio, con mareos, náuseas y/o movimiento de los ojos (nistagmo) fue descrito por primera vez en 1929 por el biólogo Italiano Pietro Tullio (1881-1941). Durante sus experimentos con palomas, Tullio descubrió que mediante la perforación de pequeños agujeros en los canales semicirculares de las aves, presentaban problemas de equilibrio cuando se exponían al sonido.

## Causas
La causa suele ser una fístula en el oído medio o interno, permitiendo cambios de sonido anormal sincronizado en los órganos de equilibrio. Esta abertura puede ser causada por un barotrauma (por ejemplo, se incurre cuando se bucea o se vuela), o puede ser un efecto secundario de cirugía de fenestración, sífilis o la enfermedad de Lyme. Los pacientes con este trastorno también pueden experimentar vértigo, desequilibrio y un movimiento del ojo desencadenado por cambios en la presión, por ejemplo al sonarse la nariz o cuando se levantan objetos pesados.